# Columbus, Kansas
Columbus là một thành phố thuộc quận Cherokee, tiểu bang Kansas, Hoa Kỳ. Năm 2010, dân số của xã này là 3312 người.

## Dân số
Dân số các năm:
- Năm 2000: 3396 người
- Năm 2010: 3312 người